# Бјанканиђи (Павија)
Бјанканиђи је насеље у Италији у округу Павија, региону Ломбардија.
Према процени из 2011. у насељу је живело 10 становника. Насеље се налази на надморској висини од 397 м.